# Jingle (протокол)

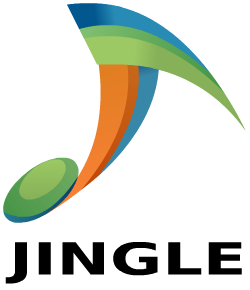
Предполагаемый логотип Jingle

Jingle — это дополнение к протоколу XMPP, позволяющее передавать между двумя клиентами аудио- и видеоданные. Он был разработан компанией Google и XMPP Standards Foundation. Официальное название стандарта — XEP-0166. На начало июня 2010 года последняя версия протокола — 1.1 (от 23 декабря 2009 года).

## Клиенты, использующие Jingle
- Asterisk
- Coccinella
- Empathy
- FreeSWITCH
- Gajim (экспериментальная поддержка)
- Google Talk
- Jabbin (2.0 beta2)
- Kopete (начиная с версии 0.12)
- Miranda IM (с использованием плагина JGTalk и mediastreamer2)
- Nimbuzz
- Pidgin (с версии 2.6.0[1])
- Psi (возобновлена поддержка в версии 0.13[2])
- QIP Infium (версии 9032, 9034), QIP 2010 (до build 3397)[3]
- Jitsi
- Talkonaut
- Telepathy Gabble

## Серверы
- Openfire (с модулем Jingle Nodes)
- ejabberd (с модулем Jingle Nodes)